# Новобелозеровка
Новобелозеровка — деревня в Таврическом районе Омской области. Входит в состав Ленинского сельского поселения.

## История
Основана в 1908 году. В 1928 году состояла из 107 хозяйства, основное население — украинцы. Центр Ново-Белозерского сельсовета Таврического района Омского округа Сибирского края.

## Население
| 1926 | 2010 |
| ---- | ---- |
| 566  | ↘393 |